# Haridwar (stad)
Haridwar of Hardwar, vroeger Gangadwára, is een stad en gemeente in het district Haridwar van de Indiase staat Uttarakhand. De stad ligt bij de plek waar de Ganges vanuit de bergen de valleien bereikt en is een van de zeven heiligste plaatsen voor hindoes.

## Naam
De beide namen van de stad hebben elk hun eigen etymologie. De naam Hardwar komt uit de Sanskritische woorden Har ("Heer Shiva") en dwar ("(toegangs)poort") en betekent dus "Poort naar de Heer Shiva". Hardwar vormde een plek waar pelgrims hun reis startten naar de berg Kailash (de eeuwige woonplaats van Heer Shiva), Kedarnath (de noordelijkste jyotirlinga en een van de kleinere plaatsen uit de streken van de Char Dham)  en de Gangotrigletsjer (de bron van de rivier de Ganges). De heiligste plaats in Haridwar is Har-ki-Paudi ("voetstappen van de Heer Shiva"). Haridwar is opgebouwd uit de woorden Hari ("Heer Vishnu") en dwar en betekent "Poort naar de Heer Vishnu". De plaats vormt namelijk ook de startplaats voor pelgrims naar een van de vier Char Dhams genaamd Badrinath, waar zich een tempel van de Heer Vishnu bevindt. Daarnaast is de stad bekend als de woonplaats van de Devi Sati en het paleis van haar vader Daksha.

## Demografie
Volgens de Indiase volkstelling van 2001 wonen er 175.010 mensen in Haridwar, waarvan 54% mannelijk en 46% vrouwelijk is. De plaats heeft een alfabetiseringsgraad van 70%.

## Geboren in Haridwar
- Shefali Razdan Duggal (1971), Amerikaans activiste en diplomate